# マイクロペイメント
マイクロペイメント（英: micropayment）は、通常の支払いシステムでは少額の決済を行うと経費が掛かり現実的ではないので、少額の金銭の支払い（転送）の手段として考案された。小額決済あるいは超少額決済とも。"micropayment" という言葉は本来アメリカでの1ドルの1000分の1を意味し、ミル単位の支払いを効率的に実現する支払いシステムを意味する。しかし最近では、クレジットカードなどの電子的支払い機構では現実的に処理できない程度の小額の支払いを意味する。マイクロペイメントを使った取引をマイクロコマース (microcommerce) という。

## 概要と背景
一般にマイクロペイメントシステムでは多くの支払いを集め、一般的な程度の額の取引になるまでまとめる。アメリカ合衆国で（広義の）マイクロペイメントがよく使われる例として、公共交通機関、大学の学生食堂、道路通行料金などがある。これらはいずれも、取引がなされる度に消費者から料金を収集することが現実的でない分野である。これらは1セント未満の支払いがあるわけではないので、本来の意味とは違っているが、最近の定義ではこれらがマイクロペイメントになる。
マイクロペイメントシステムは、インターネットでコンテンツ料金を集める方法として最近急激に進歩している。インターネットでもクレジットカードによる支払いがよく使われているが、クレジットカードは売る側に手数料が発生する（アメリカでは最低でも20セントで、取引金額によって増額される）。
これらの新たなマイクロペイメントシステムは、インターネット・コンテンツ・プロバイダの発展の結果生じた。World Wide Web の黎明期、コンテンツの多くは大学などの組織が作った無料のものだった。
インターネットの発展に伴い、人々はコンテンツから金を得る手段を捜し始めた。広告はそのような手段の1つであり、コンテンツ自体は無料だが、広告主のサイトへのリンクや広告をそれに追加したのである。別のコンテンツプロバイダは購読方式を採用し、コンテンツにアクセスする時間への支払いを要求した。第三の方式は、コンテンツプロバイダが寄付を求めるという形式である。
マイクロペイメントは、オンライン収入源としては比較的新しいイノベーションである。マイクロペイメントの基本は、非常に多数のコンテンツ閲覧者にそれぞれ非常に小額の支払いを求めるものである。例えば、ウェブコミックの作者がオンラインのコミックを25セントで閲覧可能にするといった形態である。1つの派生型として、より小さなコンテンツには1セントよりも小額の支払い（実際の貨幣では不可能な額）を求める場合もある。例えば、オンラインマガジンを1ページ0.1セントで販売するといった形態である。

## インターネットと「フリーライダー」問題
経済学によれば公共財とは、追加の出費を強いることなく、無制限の人数の人々が使ったり消費したりできるものを指す。ラジオ放送は一種の公共財である。ラジオ番組はある固定の予算をかけて制作されるが、その放送の受信可能地域の住民なら何人でもその番組を受信できる。番組の聴取者が1人増えても、放送局側でそれに対応して出費（経費）が増えるわけではない。このため、番組の広告枠を販売することで収入を得ることができ、追加の経費は発生しない。聴取者がその番組を聴いても、広告(CM)に対して何も反応しなければ、聴取者側にも追加のコストは生じない。番組を聴いてもCMで広告された商品を購入しない聴取者が「フリーライダー」である。
対照的に、雑誌や新聞の出版社が読者を増やそうとすると、追加のコストが生じる。そのため、多くの雑誌や新聞は有料で販売されている。つまり、新聞や雑誌は公共財ではなく、1部（1冊）ごとに代金を支払わせることでフリーライダー問題を回避している。もちろん無料の新聞や雑誌もあり、その場合は広告掲載料だけでコストを賄っている。無料の新聞や雑誌は通常、掲載する広告に反応するだろう読者だけをターゲットとして、部数を制限して出版されている。また、有料の出版物は一般に大量に印刷され、カラー写真やイラストを使うが、無料の出版物はコストを下げるために部数を少なくしたり色を制限したりすることが多い。
多くのインターネットサイトはコンテンツを無料の公共財のように扱い、その制作コストは広告でのみ賄われている。これらのサイトは実は公共財でないものを課金せずに提供している。バンド幅のコストがあるため、このやり方は長続きしないことが多い。オンラインのコンテンツは放送番組のように固定コストで提供することはできず、あるウェブサイトにアクセスする人が増えるほどバンド幅コストが増大していく。この増加はごくわずかだが（そのコンテンツの大きさに依存する）、アクセスする人数が増えれば最終的にそのサイトのバンド幅に到達する。したがって、多くの人がアクセスしても広告をクリックしてくれないと、バンド幅の増大に対して広告収入が追いつかず、赤字になってしまう。このような形態のサイト運営だけで収入を得るのは難しく、購読方式で課金したり、全体に占める広告の割合を増やす（サイトのクオリティが低下する）といった結果になる例が見られる。
マイクロペイメント支持者は、このビジネスモデルなら広告収入だけに頼っているサイトのフリーライダー問題を解決できるとしている。また、購読料金を徴収しているサイトも改善できると主張する。
一方、マイクロペイメントに反対する人々は、購読方式の方が好ましく、マイクロペイメント方式では広告よりも収入が減ると考えている。

## 解決策
マイクロペイメントの重大な問題点は、顧客から代金を集めるという点である。最も簡単な集金方法としては、顧客のクレジットカードに購入したぶんだけ料金を請求する方法がある。クレジットカードに例えば1ドルの料金を請求することは、マイクロペイメントのプロバイダにとっては財政上現実的ではない。というのも、クレジットカード会社の手数料がかかってしまうからである。実際にマイクロペイメントの会社が採用している方法は、マイクロ貨幣 (microcurrency) を一定量クレジットカードで購入してもらい、マイクロペイメントにはその貨幣を少しずつ使ってもらうという方式である。マイクロペイメントのプロバイダの取り分は購入価格の最大25%まで様々である。
マイクロ貨幣は一種の仮想貨幣あるいは代用紙幣であり、まとめて購入するもので、一般に1度に大量に購入するほど割引されることが多い。マイクロ貨幣はその後、様々なアイテムの購入に使われる。オンラインの小売店や他のプロバイダは、それぞれ独自のマイクロ貨幣を設定することが多い。例えば、Xbox Live Marketplace では、そこでしか使えないマイクロソフトポイントを使っている。このようなマイクロ貨幣の利点は、顧客がポイントを使った時点では決済されないという点で、実際の金は最初にまとめて決済されている。
もう1つの実用化されているシステムとして、2番目の口座を設ける方式があり、その2番目の口座でマイクロペイメントによる購入金額を集積し、ある程度まとまったところでクレジットカードに課金する。この方式は、様々なサイトでの購入を1つの会社（マイクロペイメントのプロバイダ）がまとめるため、クレジットカードの明細に個々の購入サイトが現れず、プライバシーが守れるという利点がある。
さらにもう1つ、クレジットカードの手数料のオーバーヘッドを低減させる戦略として、複数のマイクロペイメントの取引をある一定期間でまとめ、1回のクレジットカード取引にする方法がある。これは iTunes Store で使われている方法で、1週間単位に課金される。

## 支持者と採用例
オンラインアーティストの一部は、オンラインでの作品発表に代価を得る手段としてマイクロペイメントに強く賛成している。一流のアーティストの場合は今のところバンド幅を超えるほど人気を呼ぶ可能性があるため、マイクロペイメントを使うのは無理と言われている。アーティストがマイクロペイメントに賛成する理由は、第一にスポンサーや広告から自由になれるからであり、それによって彼らの芸術の独立性が高まる。第二には、作品を発表することで生活費をまかなえるなら、よりよい作品を生み出せるようになるからである。

### MMORPG
マイクロペイメントはMMORPGでも使われている。月額の定額料金がない無料のゲームでマイクロペイメントを採用していることがあり、ゲーム内の通貨でアイテムを購入できるようにしている。購入したアイテムは通常入手できるものより強力だったり、何かの特典があったり、特別な機能が付いていたりする。
このようなシステムを何らかの形で採用しているMMOPRGは数多く存在するが、ゲーム内で購入できるものやその価格はゲームによって大きく異なる。そのようなゲームとして、Second Life、CABAL ONLINE、Rappelz、グラナド・エスパダ、ファンタジーオデッセイ・シルクロードオンライン、メイプルストーリー、Daimonin などがある。
このビジネスモデルで成功した例として Yohoho! Puzzle Pirates がある。その開発会社である Three Rings Design は同様のマイクロペイメントを実装した新たなゲーム Bang! Howdy を計画している。

### ゲーム機
Xbox 360、プレイステーション3、Wii の登場により、ゲーム機でのマイクロペイメントは新たな段階に移行した。これらのシステムはいずれもマイクロペイメント機能を採用しており、ゲームに価値やコンテンツを追加したり、新たな機能を提供したりといった用途に使っている。例えば、追加のマップ、レベル、キャラクタ、武器、コスチュームなどが一般的である。レースゲームなら、先週発売された新型車を運転するといった用途が考えられ、それが数百円（数ドル）を支払うことでダウンロード可能である。

## 理論と批判
批判者は、マイクロペイメントがコンテンツユーザーにあまりにも多くの不便をかけるだろうと主張している。ユーザーは一般に定額料金を好み、少額の細かい変動料金は好まない。批判者はメンタルアカウンティングの考え方を引き合いに出し、個々の代金はどんなに少額でも、ユーザーにはそれが内容に見合った額かどうかを一々判断するという負担が生じ、それが大量に積み重なると、ユーザーへの精神的負担が大きくなって不便を生じるという。顧客が好みと価格を天秤にかけ、店同士を比較するという努力は、市場が希少資源を制限したり、フリーライダー問題に対処する限り必須となる。しかしこの努力も、価格がある下限より低くなるとやりがいがない。この主張は、取引価格の細かさが少額になるほど当てはまり、特に本来のマイクロペイメントの定義ではより適切である。従って、PayPalが実証したように1セント以上の単位での支払いというニッチ市場は存在するが、1セント未満の細かさでの決済システムは問題が多いというのが多くの批判者の主張である。
したがって、メンタルアカウンティングによる主張は例えば、検索連動型広告や Digital Silk Road に代表される「ナノペイメント」を対象としたものと言える。
インターネットでのマイクロペイメントについてのもう1つの批判として、例外事象を扱うコストがある。実世界では、駐車メーターや自動販売機に硬貨を投入する際、人々は機械が故障しているかもしれないと多少は思っている。人々がそのような購入を決定するとき、そういった結果も考慮に入っていると考えられる。デジタルの世界では、顧客はたとえ少額であっても遥かに高い品質を想定・要求する。1回顧客が問題を申し立てると、その解決には1ドルから20ドルかかり、それによって数十から数百の取引の利益が相殺されてしまう。
マイクロペイメントの実例のほとんどは1セント以上の単位での取引である。Yoho! Puzzle Pirates の中での最小通貨単位は "doubloon" だが、これは0.20ドルから0.25ドルに相当する。アップルは iTunes での価格粒度をかなり大きく設定したので（99セント）、マイクロペイメントシステムの価格しきい値を押し上げると見られている。一般にインターネットでの買い物は実世界の買い物より予算が高く、顧客は細かい（100円未満、1ドル未満の）差を気にしないことが多い。そのため、価格粒度は伝統的な市場よりも多少大きくなるという予測がなされていたが、アップルの方針はそれと一致している。しかしインターネット接続コストが下がり続ければ、低収入のインターネットユーザーも増えるので、現在の傾向は変わっていくと考えられる。製品の品質という観点では、例えばスティーブン・キングの著作なら1章をドル単位の価格で販売できるが、もっと無名の作家なら1セント単位でしか販売できないかもしれない。ただし、作家が自国以外の人々にも作品を販売できる可能性があり、例えば英語圏の作家ならインドという大きな市場があるため、低価格化することで収入が増えることも考えられる。
ユーザーが自分の好みを入力して保持しておくような新たなインタフェースが登場すれば、メンタルアカウンティングの問題は解消されるとする人もいる。しかし、マイクロペイメントのプロバイダはそのような対処ができておらず、決済コストの削減に集中しているのが現状である。
別の批判として、クレジットカードが基盤となっている点が挙げられる。そのため、先進国であっても未成年者などはクレジットカードを持っていないことが多く、カードを友人から借りるのも不便である。これに対しては、代替となるプリペイドカードが普及しつつあり、問題が解消されつつある。

### 実装
- W3C Micropayment Working Group
- Implementation of Zaypay Micropayments
- Implementation of Mollie Micropayments (Dutch)
- MobileMoney micropayment solution
- Netamerica - Latin America Specialist

### 議論
- The Case For Micropayments - ヤコブ・ニールセン （1998年）
- The Case Against Micropayments - Clay Shirky （2000年）
- The Digital Imprimatur, How big brother and big media can put the Internet genie back in the bottle by John Walker
- The Mental Accounting Barrier to Micropayments - Nick Szabo
- Fame vs Fortune - Clay Shirky （2003年）
- Misunderstanding Micropayments - Scott McCloud （2003年）, Clay Shirky への回答
- Second generation micropayment systems: lessons learned - Robert Parhonyi
- A one year report on a micropayment funded website; importance of ease vs. amount - Reichler 2008